# Travniški kukmak
Travniški kukmak (znanstveno ime Agáricus campestris) je gliva iz rodu kukmakov (Agaricus). Je bližnji sorodnik ene od najbolj znanih gojenih gob – šampinjona. 
Na rdečem seznamu svetovne zveze za varstvo narave je označena kot najmanj ogrožena vrsta.

## Značilnosti
Klobuk je bele barve, včasih z rožnatim pridihom, z drobnimi luskicami. Lističi so prosti. Mladi so rožnate barve in kasneje postanejo rdečkasto rjavi. Bet je bel in se oža proti dnišču. Obroček je ozek, tenak ter hitro izgine.Bet je pod obročkom rahlo kosmičast. Meso je belo, včasih rahlo rdečkaste barve. Prijetnega vonja in okusa.
Raste med junijem in oktobrom na dobro pognojenih tleh – travnikih in pašnikih in je prisotna na področju celotne Slovenije.

### Mikroskopske značilnosti
Trosni prah je črnikasto rjav. Trosi so gladki, elipsasti,, veliki 6–9,5 x 4,5–7 µm.
Na robovih lističev nima cistid

### Podobne vrste
Nevarna bi lahko bila zamenjava s smrtno strupeno koničasto mušnico (Amanita virosa), ki ima v dnišču ostanke lupine, zastiralce na betu in bele lističe.
Strupen je tudi podoben karbolni kukmak (Agaricus xanthodermus), ki ima rumeneče dnišče in neprijeten vonj po karbolu.
Možne so tudi zamenjave s podobnimi belimi kukmaki, ki na prerezu lahko pordečijo a nikoli porumenijo in so užitni: dvotrosni kukmak (Agaricus bisporus), poljski kukmak (Agaricus arvensis) in mestni kukmak (Agaricus bitorquis).
Nenevarna bi je zamenjava z rožnolistnim kukmakovcem (Leucoagaricus leucotithes), ki ima obstojen bel obroček in bele lističe, ki s starostjo pordečijo.

### Uporabnost
Je užitna in cenjena goba. Čeprav je zelo podobna gojenim vrstam, se ne goji zaradi hitrega zorenja in kratega roka uporabnosti.
Vodni izvlečki travniškega kukmaka povečajo izločanje inzulina in pri poskusih in vitro učinek na presnovo glukoze, čeprav mehanizem še ni pojasnjen.